# Università Rockefeller
L'Università Rockefeller è un'università privata statunitense che si dedica principalmente alla ricerca medica e scientifica. Nonostante le ridotte dimensioni è considerata una delle più prestigiose istituzioni negli Stati Uniti e nel mondo per la ricerca biomedica. Le aree di eccellenza dell'istituto includono le neuroscienze, la microbiologia e la biologia cellulare.
A differenza della maggior parte delle università non offre corsi di laurea ma esclusivamente programmi di dottorato e post-dottorato, soprattutto nel campo delle scienze biologiche e in medicina. L'università si trova nell'Upper East Side di Manhattan a New York. Il campus urbano occupa 16 acri fra la 63ª e la 68ª strada lungo York Avenue ed è affacciato sull'East River, di fronte a Roosevelt Island.
Fra gli 82 professori che compongono il corpo docenti della Rockefeller University sono presenti 37 membri della National Academy of Sciences, sette vincitori del Premio Lasker, 17 membri della National Academy of Medicine e 5 vincitori del premio Nobel. Dalla fondazione della Rockefeller University nel 1901, 38 vincitori del premio nobel sono stati affiliati all'università, 27 dei quali come docenti in attività.
La Rockefeller University Press, casa editrice di proprietà dell'istituto, pubblica le riviste scientifiche Journal of Experimental Medicine, Journal of Cell Biology e The Journal of General Physiology.

## Storia

### La fondazione
La Rockefeller University nacque nel 1901 con il nome di Istituto Rockefeller per la ricerca medica; fondato dal magnate del petrolio John D. Rockefeller in seguito alla fondazione dell'Università di Chicago, per creare un istituto più focalizzato verso la ricerca scientifica e meno verso l'insegnamento generico. Una delle cause che spinse John D. Rockefeller a finanziare con più intensità la ricerca medica fu la morte del giovane nipote a causa della Scarlattina.
All'inizio del 1900 malattie infettive come la tubercolosi, la difterite e la febbre tifoide erano un flagello anche per una città moderna come New York. Il Rockefeller Institute venne strutturato seguendo i modelli di successo dell'Istituto Pasteur francese e dell'Istituto Robert Koch tedesco. Il primo edificio a essere costruito è stato il Founder’s Hall, iniziato nel 1903 e completato nel 1906.

### Cambiamenti ed espansione

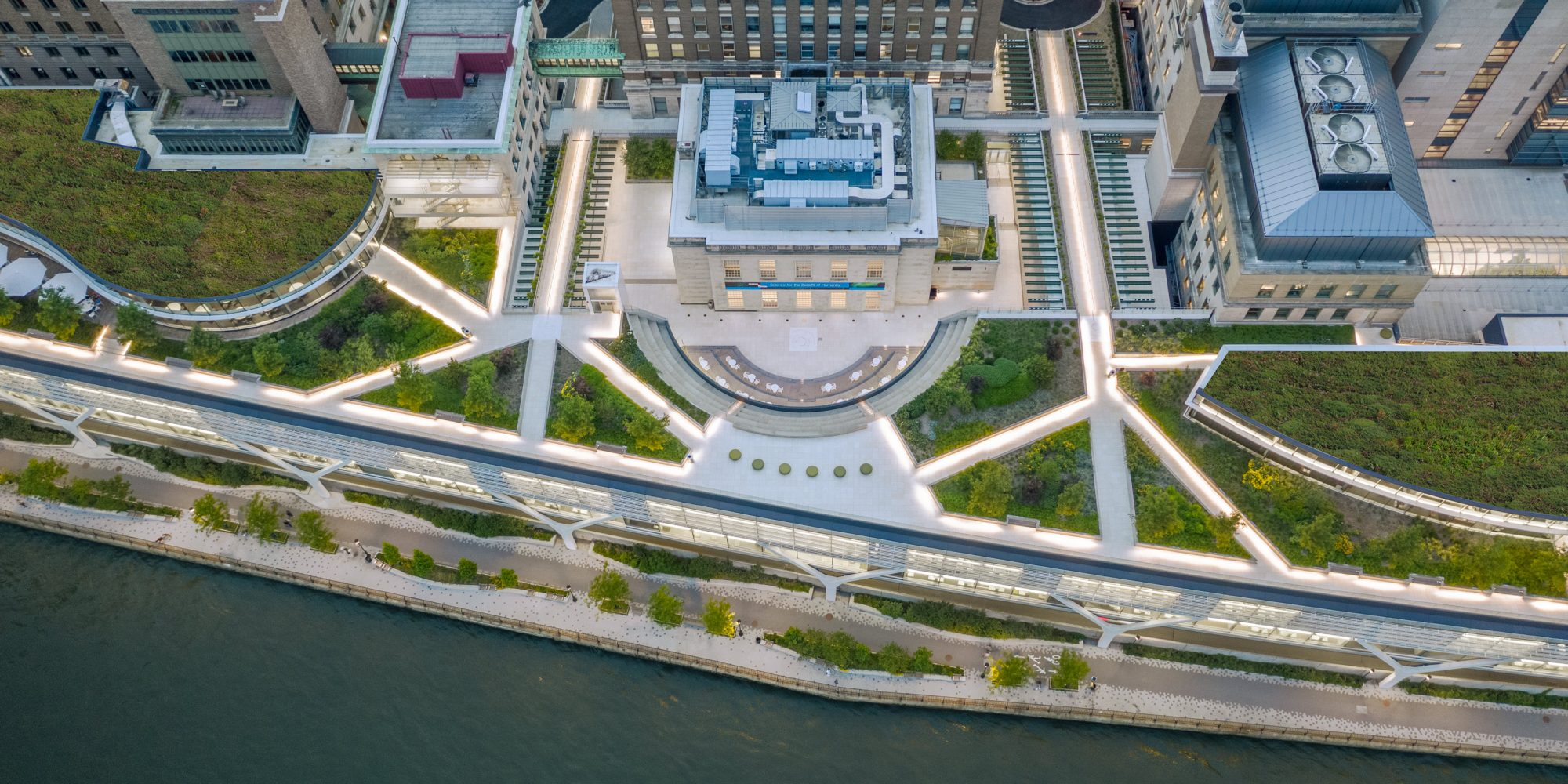
Il nuovo campus lungo l'East River (2019)

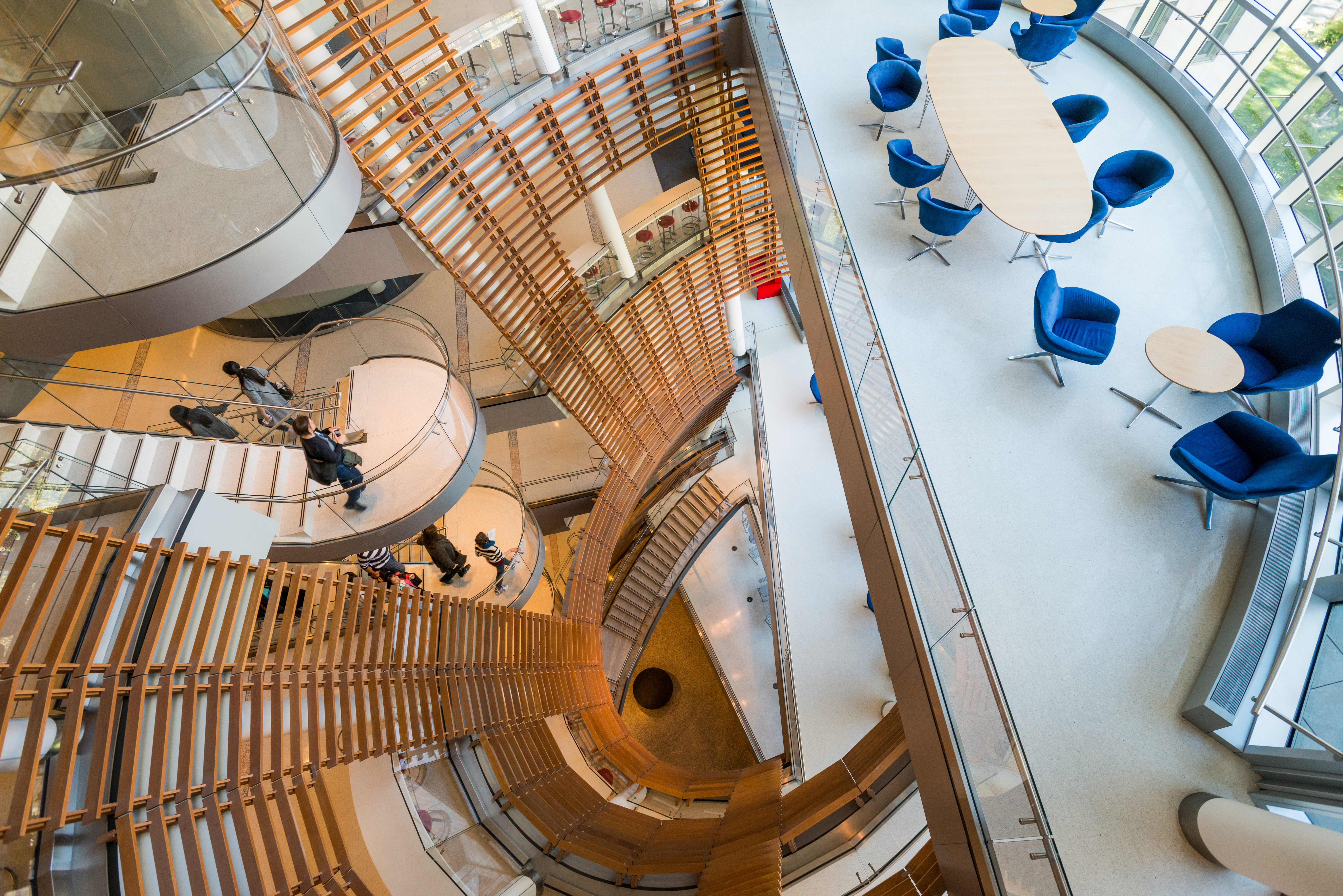
L'interno del nuovo Collaborative Research Center (CRC)

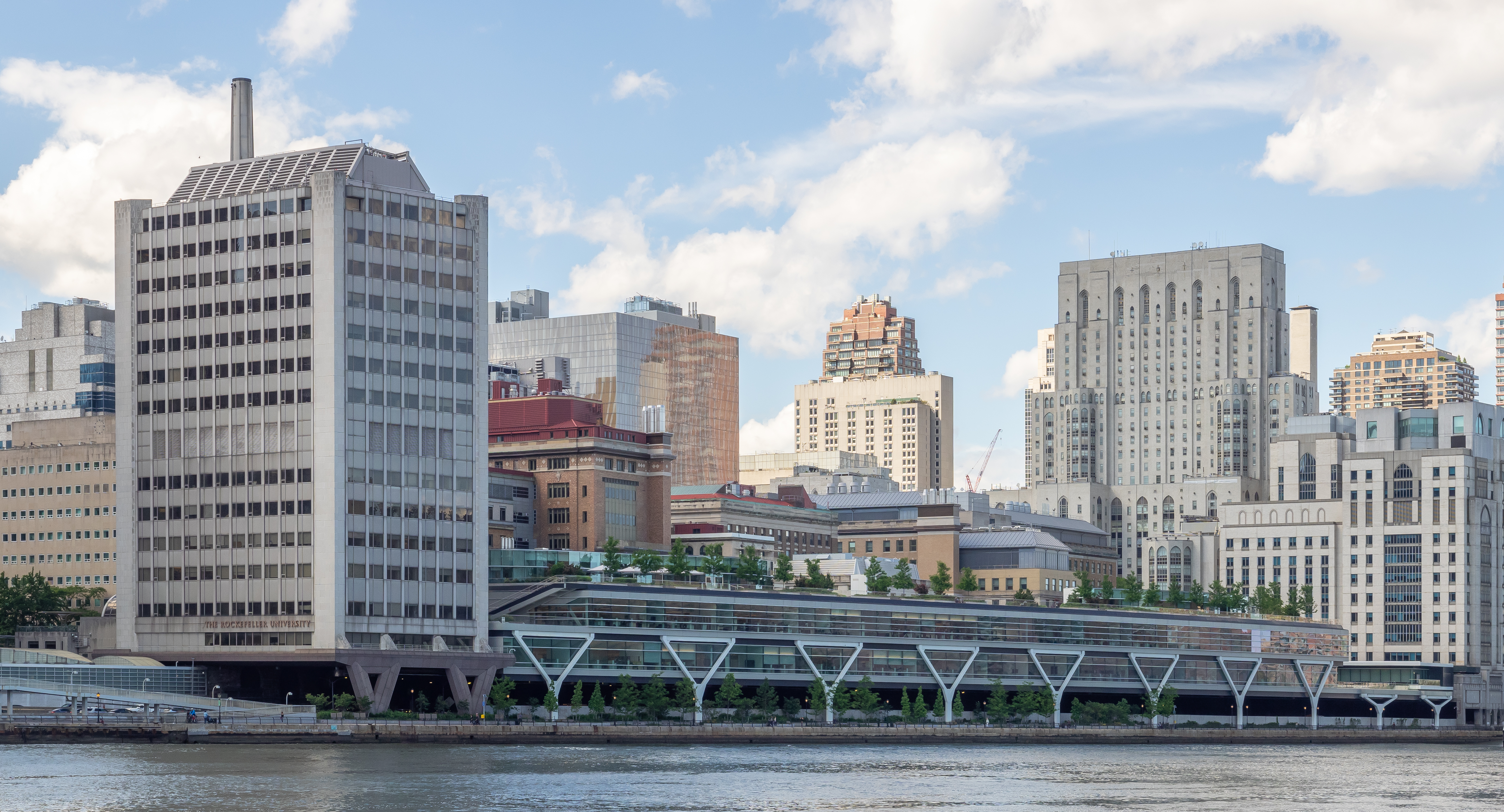
Vista del campus da Roosevelt Island (2019)

Nel 1910 venne aperto un ospedale all'interno dell'istituto, in modo da permettere ai ricercatori di correlare la ricerca in laboratorio con applicazioni cliniche. Nella prima metà del 1900 presso l'ospedale dell'Istituto vengono svolti importanti studi sulle polmoniti da pneumococcus, in particolare da parte di Oswald Avery e Maclyn McCarty.
Il merito della crescita del Rockefeller Institute va in larga parte a John D. Rockefeller Jr. ma specialmente al nipote di Rockefeller Sr., David Rockefeller. Quest'ultimo ha sempre mostrato un grande interesse nell'istituto, occupando posizioni di rilievo nel consiglio di amministrazione per ben 45 anni, dal 1950 al 1995.
Nel 1953 diventa un ateneo e l'anno successivo assegna il primo riconoscimento accademico PhD. Nel 1965, l'Istituto Rockefeller cambia il nome e diventa ufficialmente l'Università Rockefeller. Nel 1972, l'università inizia una collaborazione con la Cornell University e con lo Sloan Kettering Institute che porta alla nascità di un programma di formazione postlaurea per scienziati e medici.
Richard P. Lifton è diventato l'undicesimo presidente il primo settembre 2016, succedendo a Marc Tessier-Lavigne (ora rettore dell'Università di Stanford). Fra i precedenti presidenti si ricordano i premi Nobel per la Medicina Joshua Lederberg e Paul Nurse.

### Il campus
In aggiunta agli edifici originali, l'università include oggi il campus della Fondazione Stauros Niarchos - David Rockefeller, costruita lungo l'East River, sopra la Franklin Delano Roosevelt Drive. La nuova struttura ha fornito 12 000 metri quadri aggiuntivi di laboratori, uffici e sale riunioni, oltre a spazi ricreativi e giardini.
All'interno del campus si trovano anche diversi spazi verdi, un asilo nido dedicato a dipendenti e personale di ricerca e l'Auditorium Caspary, una sala convegni a forma di geode con una capienza di 430 posti che viene utilizzata per conferenze e lezioni. Inoltre, proprio nell'Auditorium vengono organizzati concerti gratuiti dedicati alla comunità accademica.
La maggior parte dei docenti, dei ricercatori e dei dottorandi risiede nel campus. Infatti, sono di proprietà della Rockefeller due edifici residenziali di 26 e 40 piani, collegati al campus da un passaggio sopraelevato privato.

## Scoperte scientifiche
I ricercatori della Rockfeller sono stati protagonisti di svariate scoperte scientifiche ed introdussero pratiche mediche di fondamentale importanza, tra le quali:
- l'individuazione dell'agente infettivo della sifilide[8]
- la dimostrazione che i virus possono essere oncogeni[9]
- lo sviluppo di tecniche colturali di masse cellulari[10]
- lo sviluppo delle vaccinazioni prima di mettersi in viaggio[11]
- l'identificazione del fenomeno relativo alle malattie autoimmuni[12]
- lo sviluppo della virologia quale disciplina indipendente[13]
- lo sviluppo del primo antibiotico,[14]
- il primo isolamento americano dell'influenzavirus A ed il primo isolamento dell'influenzavirus B[15]
- la dimostrazione che i geni sono composti di DNA[16]
- la scoperta dei gruppi sanguigni[17]
- il contributo per lo sviluppo della biologia cellulare[18]
- lo sviluppo del metadone nella cura della dipendenza da eroina
- la scoperta dei farmaci retrovirali, per il trattamento anti HIV
- l'identificazione della leptina, l'ormone che regola l'appetito[19]

## Membri della facoltà
L'università è sicuramente nel settore biomedico uno dei più prestigiosi centri di ricerca al mondo; 26 vincitori di un Premio Nobel per la medicina o per la chimica sono stati o sono parte della facoltà del Rockefeller:
- Charles M. Rice (2020)
- Michael W. Young (2017)
- Yoshinori Ōsumi (2016)
- Ralph Steinman (2011)
- Bruce Beutler (2011)
- Roderick MacKinnon (2003)
- Paul Nurse (2001)
- Paul Greengard (2000)
- Günter Blobel (1999)
- Robert Bruce Merrifield (1984)
- Torsten Wiesel (1981)
- David Baltimore (1975)
- Albert Claude, Christian de Duve et George E. Palade (1974)
- Stanford Moore, William H. Stein et Gerald M. Edelman (1972)
- H. Keffer Hartline (1967)
- Francis Peyton Rous (1966)
- Joshua Lederberg et Edward Lawrie Tatum (1958)
- Fritz Albert Lipmann (1953)
- John Howard Northrop et Wendell Meredith Stanley (1946)
- Herbert Spencer Gasser (1944)
- Karl Landsteiner (1930)
- Alexis Carrel (1912)